# Star Trek: Picard
Star Trek: Picard er en amerikansk web-tv-serie lavet for CBS All Access af Alex Kurtzman. Det er den ottende serie i franchisen Star Trek. Handlingen starter 20 år efter Star Trek: Nemesis med en pensioneret Jean-Luc Picard.
Star Trek: Picard havde premiere den 23. januar 2020 og den første sæson bestod af 10 episoder.
I Danmark kan serien ses på Prime Video.